# 三代目鳥メロ

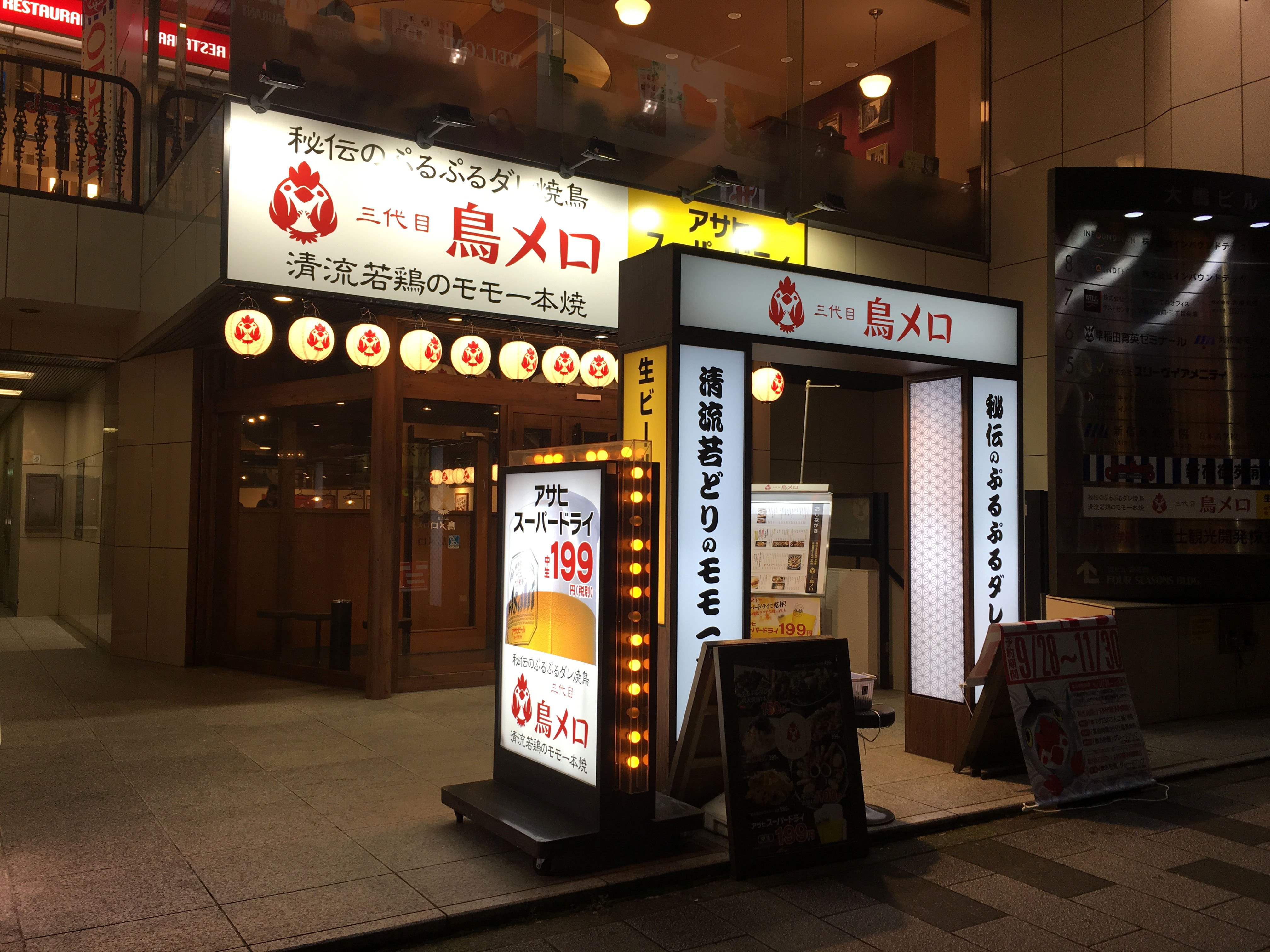
新宿御苑前店

三代目 鳥メロ (さんだいめ とりめろ）は、日本の居酒屋チェーン。
ワタミグループの一員で、2016年にわたみん家などの一部店舗を業態転換した。鳥料理をメインメニューとした低価格居酒屋で、転換した店舗の売上は前年同期比45.1％増を記録するなど、グループの業績回復に繋がった。